# Mark L. Brongersma
Mark Luitzen Brongersma (* 1969) ist ein niederländischer Physiker im Bereich der Nanooptik.
Brongersma erhielt den M.S. in Physik an der Technischen Universität Eindhoven 1994 und im Jahre 1998 den Ph.D. am FOM Institute for Atomic and Molecular Physics in Amsterdam. Von 1998 bis 2001 war er Postdoktorand am California Institute of Technology. Seit dem Jahr 2001 ist er an der Stanford University tätig, zunächst als Assistant Professor (bis 2008), anschließend als Associate Professor und seit 2013 als Professor.
Seine Forschungsschwerpunkte sind elektronische und photonische Materialien im Nanobereich sowie Licht in metalloptischen Strukturen und optische Eigenschaften von Halbleiter-Nanokristallen.

## Veröffentlichungen
- 2007: Surface plasmon nanophotonics ISBN 978-1402043499

## Auszeichnungen
- 2011: Fellow der SPIE
- 2010: Sackler-Preis
- 2010: Fellow der American Physical Society
- 2008: Fellow der Optical Society of America